# نخستین اصلاح‌شده
نخستین اصلاح‌شده (انگلیسی: First Reformed) یک فیلم درام آمریکایی محصول سال ۲۰۱۷ میلادی است که نویسنده و کرگردان آن پل شریدر است. این فیلم با بازی ایثن هاک، آماندا سایفرد، و سدریک اینترتینر داستان یک کشیش پروتستان در یک کلیسانی تاریخی را بازگو می‌کند که با ابهامات و سوالاتی دربارهٔ اخلاق و ایمان روبرو است. شخصیت و داستانِ نقشِ ایتن هاک بر اساس رمان خاطرات یک کشیش روستا، نوشتهٔ ژرژ برنانوس اقتباس شده‌است که در سال ۱۹۵۱ میلادی نیز فیلمی فرانسوی به‌نام خاطرات یک کشیش روستا براساس آن ساخته شده‌بود.
نخستین اصلاح‌شده برای نخستین بار در ۳۱ اوت ۲۰۱۷ در هفتاد و چهارمین جشنواره فیلم ونیز اکران شد، و در ۱۸ مه ۲۰۱۸ با ای ۲۴ در ایالات متحدهٔ آمریکا به‌صورت عمومی به نمایش درآمد. این فیلم مورد تحسین منتقدان قرار گرفت و بازی خوب هاک و کارگردانی قوی شریدر تحسین شد. این فیلم هم توسط هیئت ملی نقد و هم مؤسسهٔ فیلم آمریکایی به‌عنوان یکی از ۱۰ فیلم برتر سال ۲۰۱۸ انتخاب شد. در جوایز فیلم‌های مستقل، نخستین اصلاح‌شده برای بهترین فیلم، بهترین بازیگر مرد، بهترین کارگردان، و بهترین فیلم‌نامه نامزد شد، در حالی که شریدر برای نخستین‌بار نامزد جایزه اسکار بهترین فیلم‌نامه غیراقتباسی نیز شد.

## داستان فیلم
«نخستین اصلاح‌شده» نام یک کلیسای کوچک تاریخی است در اسنوبریج، شمال ایالت نیویورک که ۲۵۰ سال از ساخت آن توسط مهاجرین هلندی می‌گذرد. یک کشیش میان‌سال پریشان‌احوال به نام ارنست تولر (Ernst Toller) که از گذشتهٔ غم‌انگیزی عبور کرده با لطف جوئل جفرز (Joel Jeffers) متولی سیاه‌پوست و کشیش ارشد دیگر کلیسای مدرن منطقه در این کلیسای مشهور به کار مشغول می‌شود. تولر که در یک خاندان خادم کلیسا بزرگ شده دارای سابقهٔ خدمت در ارتش است و پسر جوان خود را در جنگ عراق از دست داده‌است. عوارض این فقدان گسترده بوده و موجب شده تا همسرش نیز از او جدا شود. هم‌اکنون او با این درهم‌شکستگی و بیماری جدی معده برای معدود مراجعه‌کننده‌ها خطابه‌های نه‌چندان آتشین ایراد کرده و برای اندک توریست‌ها به‌عنوان راهنما عمل می‌کند. او از اینکه این کلیسا فقط محل عبادت نیست کمی آزرده‌است و با آنچه زندگی برای او خواسته‌است در ستون‌های ایمانش تَرک‌های تردید دارد ظاهر می‌شود. اندیشه‌هایش را مدام یادداشت می‌کند اما پس از مدتی آن‌ها را از بین می‌برد. در همین ایام زن جوانی به نام مری (Marry) به همراه همسرش از کشیش دعوت می‌کند تا برای گفتگو با شوهرش که وضعیت روحی مناسبی ندارد به خانهٔ آن‌ها بیاید. مایکل شوهر مری یک طرفدار متعصب محیط زیست است و از اینکه همسر باردارش می‌خواهد در دنیایی که آیندهٔ آن به دلیل مخاطرات محیط زیستی کاملاً تاریک است بچه‌ای را به دنیا بیاورد سخت آشفته‌است. مایکل نگرانی‌های عمیق خود را طی این گفتگو با کشیش تولر در میان می‌گذارد. کشیش هم با اشاره‌ای کوتاه به سرنوشت خودش سعی در تعدیل افکار مایکل دارد و از او تقاضا می‌کند تا دیدارهای دیگری داشته باشند.

## بازیگران
- ایثن هاک در نقش کشیش ارنست تولر
- آماندا سایفرد در نقش مری منسانا
- سدریک اینترتینر در نقش کشیش جوئل جفرس
- ویکتوریا هیل در نقش استر
- فیلیپ اتینگر در نقش مایکل منسانا
- مایکل گستن در نقش ادوارد بالک
- بیل هائوگ در نقش جان الدر